# Robert Sandrey
Robert Édouard Sandré, dit Robert Sandrey, né le 17 février 1920 à Bordeaux en Gironde, marié en 1949 à Liliane Boudoux (1926-2022), et mort dans la même ville le 26 mars 2008, est un acteur français.

## Biographie
Robert Sandrey s'intéresse au théâtre dès son plus jeune âge et étudie au Conservatoire de Bordeaux. 
Il arrive à Paris  en 1943 et s’inscrit au cours de Charles Dullin et rejoint la troupe de la compagnie dramatique "L’Équipe". Il entre alors au Syndicat national des acteurs (SNA) et participe à l’organisation des cantines sociales qui le met en contact avec les animateurs de l’Union des artistes.
À la fin des années 1940, Robert Sandrey rencontre les milieux de l’opérette. D’abord fantaisiste, il devient premier comique.
Il joue au cabaret La Grande Roue, puis à l'ORTF comme comédien dans différentes émissions de variétés. Il appartient à la Compagnie des Quatre, avec laquelle il participe en 1949 à une tournée de sept mois, en Indochine puis en Afrique, au profit du service social des armées.
Jeune militant, il devient l’un des principaux animateurs du Cercle d’initiation syndicale du SNA et intervient très tôt dans les débats syndicaux, notamment  en faveur de l’unité syndicale.
Robert Sandrey entre au Syndicat français des acteurs (SFA) en 1958, d’abord au Conseil syndical comme Secrétaire de la branche Variétés. Après la mort de Gérard Philipe, il est choisi comme premier délégué général en juillet 1960. Il devient également le Secrétaire de la branche théâtre de la Fédération du Spectacle. Il demeure Délégué général du SFA jusqu'en 1976, puis il en devient le Président jusqu’en 1982.
En 1984, il rédige, à la demande du ministre de la culture Jack Lang, un rapport qui esquisse les lignes d’une solution à la crise de l’emploi d'intermittent du spectacle.
Il a également occupé les fonctions suivantes ;
- Administrateur de l’Adami de 1968 à 1973,
- Vice-Président de la caisse de prévoyance et de retraites de l'industrie cinématographique et des activités du spectacle (Capricas)
- Vice-Président de l’Union sociale du spectacle (USS) (Audiens)

Président de l’Union des Artistes de 1998 à  2004, il reste très attaché à la pérennité du Gala de l'Union des Artistes, créé en 1923 par Max Dearly. La 52e édition du gala, qui s'est tenue en novembre 2013 au Cirque d'Hiver Bouglione à Paris, fut l'occasion de rendre à Robert Sandrey un hommage appuyé pour son action en faveur du Gala de l'Union des artistes.
Il aura consacré toute sa vie à la défense des artistes interprètes et à la transmission de l’histoire des organisations collectives sociales et syndicales.

## Théâtre
- 1946 : La Femme sans homme, d'André Josset
- 1948 : Baby Hamilton, de Maurice Braddell et Anita Hart
- 1949 : Les Pieds nickelés, d'après Louis Forton

- 1957 : Le Songe d'une nuit d'été, de William Shakespeare (1595)

## Cinéma
- 1954 : Piédalu député, de Jean Loubignac
- 1954 : Crainquebille, de Ralph Habib
- 1955 : Le Crâneur, de Dimitri Kirsanoff
- 1955 : Une fille épatante : de Raoul André
- 1956 : L'inspecteur connaît la musique, de Jean Josipovici
- 1956 : Cette sacré gamine, de Michel Boisrond :
- 1971 : Le voyageur des siècles de Noël Noël et Jean Dréville
- 1976 : La Grande Récré de Claude Pierson
- 1987 : Champ d'honneur, de Jean-Pierre Denis
- 1996 : Beaumarchais, l'insolent d'Édouard Molinaro

## Opérettes
- 1959 : Comtesse Maritza de Emmerich Kàlmàn et Julius Brammer (1924)
- 1968 : L'Auberge du Cheval blanc de Ralf Benatzky (1930)
- 1972 : Mireille de Charles Gounod et Michel Carré (1864)
- 1973 : Viva Napoli de Francis Lopez (1970)
- 1974 : Pas sur la bouche d'André Barde et Maurice Yvain (1925)
- 1974 : Quatre jours à Paris, de Francis Lopez et Raymond Vincy
- 1975 : La Belle Arabelle, de Guy Lafarge et Pierre Philippe
- 1976 : Le Corsaire noir de Jean Valmy et Maurice Yvain (1958)
- 1977 : L'Oeuf à voiles de Guy Lafarge et Cami (1977)

## Publications
- 1971 - Robert Sandrey et Syndicat français des artistes-interprètes, "Statut professionnel de l'artiste-interprète ; dossier, la charte du SFA" [4]
- 1974 - Robert Sandrey et Syndicat français des artistes-interprètes, "La vie d'artiste, du mythe à la réalité"[7]
- 1980 - Robert Sandrey et Syndicat français des artistes-interprètes. "L'art qu'on assassine, la vie d'artiste d'aujourd'hui à demain"[8]
- 1984 - Robert Sandrey, "Rapport sur la concertation relative à la condition sociale des artistes et personnels intermittents du spectacle"[5]
- 1994 - Robert Sandrey, « Les acteurs, notes d’un syndicaliste »[9].
- 2006 - Robert Sandrey, Postface, "De la cigale à la fourmi, Histoire du mouvement syndical des artistes interprètes français (1840-1960)" de Marie-Ange Rauch[10].
- 2006 - Robert Sandrey, Préface  "Origines et Tribulations, "Gala de l'Union des Artistes, Photographies de Daniel Lebée".[11]

## Distinctions
- Chevalier de la Légion d'honneur [12]
- Chevalier de l'ordre national du Mérite[13]
- Officier de l'ordre des Arts et des Lettres[14]
- Médaille de vermeil de l'Etoile Civique[15]